# Madaba
Madaba (în arabă مادبا; în ebraica biblică arhaică: מֵידְבָא‎ Medvah; în greacă veche Μήδαβα) este capitala Guvernoratului Madaba din centrul Iordaniei, cu o populație de aproximativ 60.000 de locuitori. Este cel mai bine cunoscut pentru mozaicurile bizantine și Umayyade, în special o hartă mare în mozaic din epoca bizantină a Țării Sfinte. Madaba se află 30 kilometri (19 mile) la sud-vest de capitala Amman.

## Istorie
Madaba datează în Orientul Mijlociu din Epoca Bronzului.
Orașul Madaba a fost odată un oraș de frontieră moabit, menționat în Biblie în  Numere 21:30 și Iosua 13:9.
În timpul stăpânirii sale de către Romani și Imperiul Bizantin din secolele al II-lea--- al VII-lea, orașul a făcut parte din Provincia Arabia înființată de împăratul roman Traian pentru a înlocui regatul Nabataean al Petrei.
Prima dovadă pentru o comunitate creștină din oraș, cu propriul episcop, se găsește în faptele Consiliului de la Calcedon din 451, unde Constantin, Arhiepiscop Mitropolit de Bostra (capitala provinciei) a semnat în numele lui Gaiano, „Episcopul Medabeenilor”.
În timpul domniei islamice a Califatului Omeiad, a făcut parte din districtul sudic al Jund Filastin din provincia Bilad al-Sham.

### Așezarea modernă

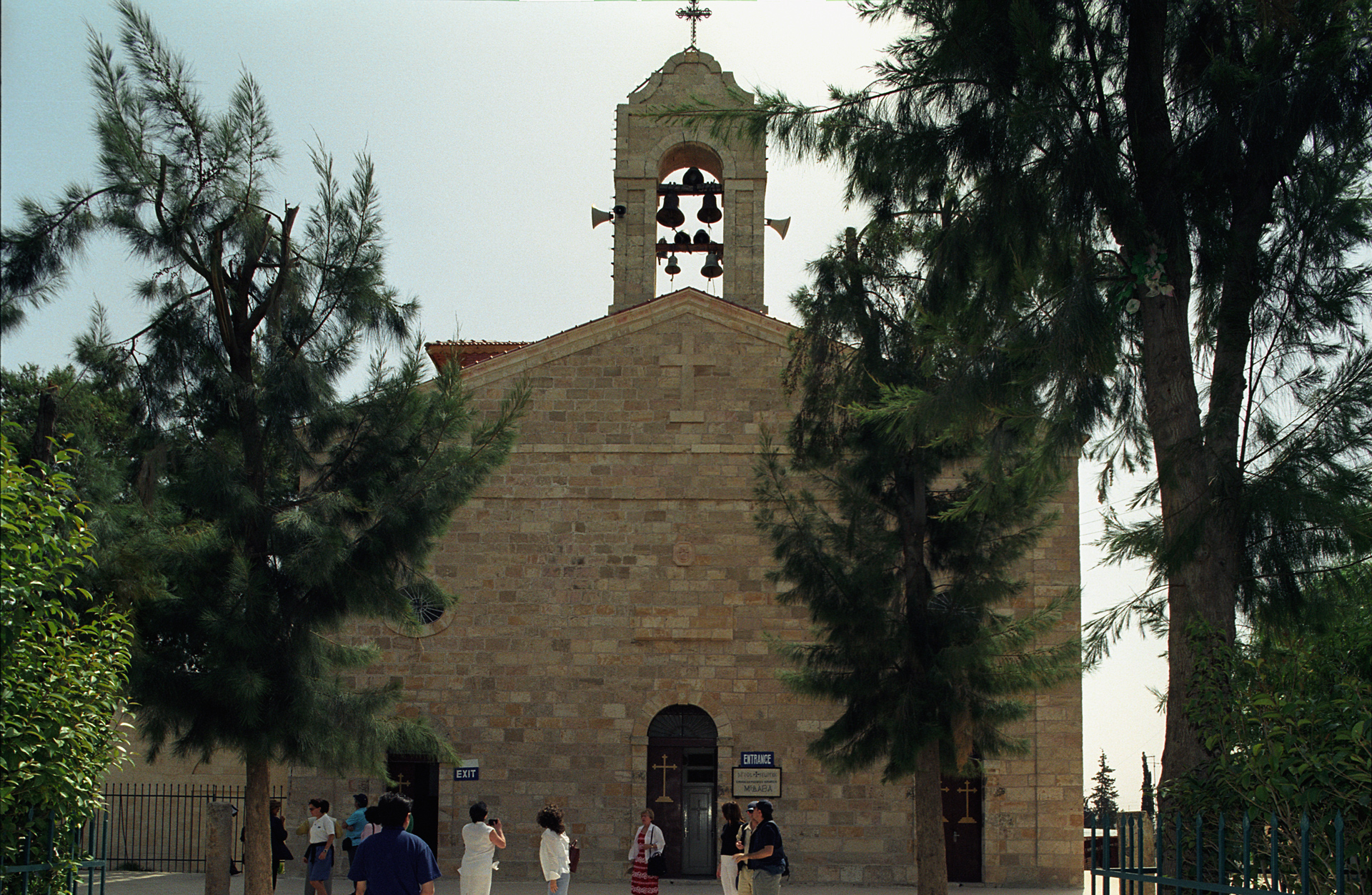
Bazilica Ortodoxă Greacă Sfântul Gheorghe din Madaba

Relocarea ruinelor orașului de către 90 de familii creștine arabe, din sud, conduse de doi preoți italieni de la Patriarhia Latină din Ierusalim în 1880. Această perioadă a avut loc la începutul cercetării arheologice Acest lucru, la rândul său, a completat în mod substanțial documentația limitată disponibilă.
Lista Bisericii Catolice folosește ortografia "Medaba", tradițională cu referire la vechea episcopie centrată pe acest oraș, referindu-se în același timp la orașul modern ca "Madaba".